# Hoàng Viêm Khôn
Wong Yim Kwan (tiếng Trung: 黃炎堃; Việt bính: wong4 jim4 kwan1; sinh ngày 1 tháng 8 năm 1992 ở Hồng Kông) là một cầu thủ bóng đá Hồng Kông hiện tại thi đấu cho câu lạc bộ tại Giải bóng đá ngoại hạng Hồng Kông Yuen Long.

## Sự nghiệp câu lạc bộ

### Tai Po
Wong gia nhập học viện trẻ Tai Po khi còn trẻ và được đẩy lên đội một mùa giải 2009–10. Anh ít khi được ra sân vì vậy được cho mượn đến Hồng Kông Sapling ở mùa giải 2011–12. Anh trở lại Tai Po vào tháng 7 năm 2012. Tuy nhiên, Tai Po xuống chơi tại Second Division và anh quyết định rời khỏi câu lạc bộ.

### Happy Valley
Wong gia nhập đội bóng mới lên hạng First Division Happy Valley theo dạng chuyển nhượng tự do.

### Sun Pegasus
Ngày 30 tháng 12 năm 2013, có thông báo rằng Wong đã ký hợp đồng với Sun Pegasus cùng với cầu thủ người Úc Marko Jesic.

### Câu lạc bộ
Tính đến 4 tháng 5 năm 2013
| Câu lạc bộ         | Mùa giải           | Hạng đấu           | Giải vô địch | Giải vô địch | Senior Shield | Senior Shield | Cúp Liên đoàn | Cúp Liên đoàn | Cúp FA  | Cúp FA    | Cúp AFC | Cúp AFC   | Khács1  | Khács1    | Tổng    | Tổng      |
| Câu lạc bộ         | Mùa giải           | Hạng đấu           | Số trận      | Bàn thắng    | Số trận       | Bàn thắng     | Số trận       | Bàn thắng     | Số trận | Bàn thắng | Số trận | Bàn thắng | Số trận | Bàn thắng | Số trận | Bàn thắng |
| ------------------ | ------------------ | ------------------ | ------------ | ------------ | ------------- | ------------- | ------------- | ------------- | ------- | --------- | ------- | --------- | ------- | --------- | ------- | --------- |
| NTR Wofoo Tai Po   | 2009–10            | Hạng nhất          | 1            | 0            | 0             | 0             | —             | —             | 0       | 0         | 0       | 0         | N/A     | N/A       | 1       | 0         |
| NTR Wofoo Tai Po   | 2010–11            | Hạng nhất          | 1            | 0            | 0             | 0             | —             | —             | 0       | 0         | N/A     | N/A       | N/A     | N/A       | 1       | 0         |
| HK Sapling (mượn)  | 2011–12            | Hạng nhất          | 11           | 0            | 0             | 0             | 0             | 0             | 2       | 0         | N/A     | N/A       | N/A     | N/A       | 13      | 0         |
| HK Sapling Total   | HK Sapling Total   | HK Sapling Total   | 11           | 0            | 0             | 0             | 0             | 0             | 2       | 0         | 0       | 0         | 0       | 0         | 13      | 0         |
| Wofoo Tai Po       | 2012–13            | Hạng nhất          | 8            | 0            | 5             | 0             | —             | —             | 2       | 0         | N/A     | N/A       | 0       | 0         | 15      | 0         |
| Tai Po Total       | Tai Po Total       | Tai Po Total       | 10           | 0            | 5             | 0             | 0             | 0             | 2       | 0         | 0       | 0         | 0       | 0         | 17      | 0         |
| Happy Valley       | 2013–14            | Hạng nhất          | 0            | 0            | 0             | 0             | —             | —             | 0       | 0         | N/A     | N/A       | N/A     | N/A       | 0       | 0         |
| Happy Valley Total | Happy Valley Total | Happy Valley Total | 0            | 0            | 0             | 0             | 0             | 0             | 0       | 0         | 0       | 0         | 0       | 0         | 0       | 0         |
| Tổng               | Tổng               | Tổng               | 21           | 0            | 5             | 0             | 0             | 0             | 4       | 0         | 0       | 0         | 0       | 0         | 30      | 0         |

## Danh hiệu
Yuen Long
- Hồng Kông Senior Shield: 2017–18